# Takashi Irie
Takashi Irie (Ibaraki, Japón, 10 de mayo de 1958) es un deportista japonés retirado especialista en lucha libre olímpica donde llegó a ser subcampeón olímpico en Los Ángeles 1984.

## Carrera deportiva
En los Juegos Olímpicos de 1984 celebrados en Los Ángeles ganó la medalla de plata en lucha libre olímpica de pesos de hasta 48 kg, tras el luchador estadounidense Robert Weaver (oro) y por delante del surcoreano Son Gab-Do (bronce).